# Opasne vode
Opasne vode peti je studijski album pjevačice Maye Berović. Izdao ga je City Records 27. listopada 2014. godine.
S pjesmom „Alkohol”, Maya se prije izdavanja albuma natjecala na Pink Music Festivalu.

## Popis pjesama
Tekstovi: Marina Tucaković, glazba: Damir Hadanović.
| Br. | Skladba                   | Trajanje |
| --- | ------------------------- | -------- |
| 1.  | »Voljela sam te ko majka« | 3:40     |
| 2.  | »Javi šta ti je u glavi«  | 3:08     |
| 3.  | »Opasne vode«             | 2:48     |
| 4.  | »Ti si groznica«          | 2:58     |
| 5.  | »Dečko za provod«         | 3:07     |
| 6.  | »Vidno od prošle godine«  | 3:06     |
| 7.  | »Čime me drogiraš«        | 3:07     |
| 8.  | »Alkohol«                 | 3:55     |
| 9.  | »Okolo ludilo kruži«      | 2:56     |

## Izdanja
| Regija | Datum              | Format | Označiti               |
| ------ | ------------------ | ------ | ---------------------- |
| Srbija | 27. listopada 2014 | CD     | City Records, DH Music |